# أكيرا كوباياشي
أكيرا كوباياشي (باليابانية: 小林旭) هو مغني وممثل ياباني، ولد في 3 نوفمبر 1938 بسيتاغايا في اليابان.

## وصلات خارجية
- أكيرا كوباياشي على موقع IMDb (الإنجليزية)
- أكيرا كوباياشي على موقع ألو سيني (الفرنسية)
- أكيرا كوباياشي على موقع ميوزك برينز (الإنجليزية)
- أكيرا كوباياشي على موقع أول موفي (الإنجليزية)
- أكيرا كوباياشي على موقع أول ميوزيك (الإنجليزية)
- أكيرا كوباياشي على موقع ديسكوغز (الإنجليزية)
- أكيرا كوباياشي على موقع قاعدة بيانات الفيلم (الإنجليزية)
- أكيرا كوباياشي على موقع كينوبويسك (الروسية)